# Infinity (álbum de Jesu)
Infinity es el título del cuarto álbum de la banda de post-metal y shoegazing Jesu. Fue publicado el 23 de julio de 2009 bajo los sellos discográficos Avalanche Recordings en Reino Unido, y Daymare Recordings en Japón. En la primera publicación, mediante Avalanche Recordings, se liberaron 2.000 copias en formato CD, y 1.300 copias en vinilos de 12 pulgadas: 400 copias en vinilo gris y 900 copias en vinilo negro.

## Canciones
Todas las canciones fueron escritas y producidas por Justin Broadrick. La versión del sello discográfico Avalanche Recordings contiene una única canción titulada «Infinity», y que dura aproximadamente 50 minutos. La segunda canción es exclusiva de la versión liberada por Daymare Recordings.

### Lista de canciones
1. «Infinity» – 49:32
2. «Infinity (Part II - Reinterpretation)» – 17:30